# Acquedotto Felice
L'acquedotto Felice (Aqua Felix), costruzione della Roma rinascimentale, venne edificato tra il 1585 e il 1587, per volere di papa Sisto V, già cardinale Felice Peretti. Egli prese la decisione lo stesso giorno della sua presa di possesso della basilica di san Giovanni in Laterano. La sua realizzazione era finalizzata all'approvvigionamento idrico delle zone adiacenti al Viminale e al Quirinale. Fu il primo acquedotto costruito a Roma dopo la caduta dell'Impero romano d'Occidente.

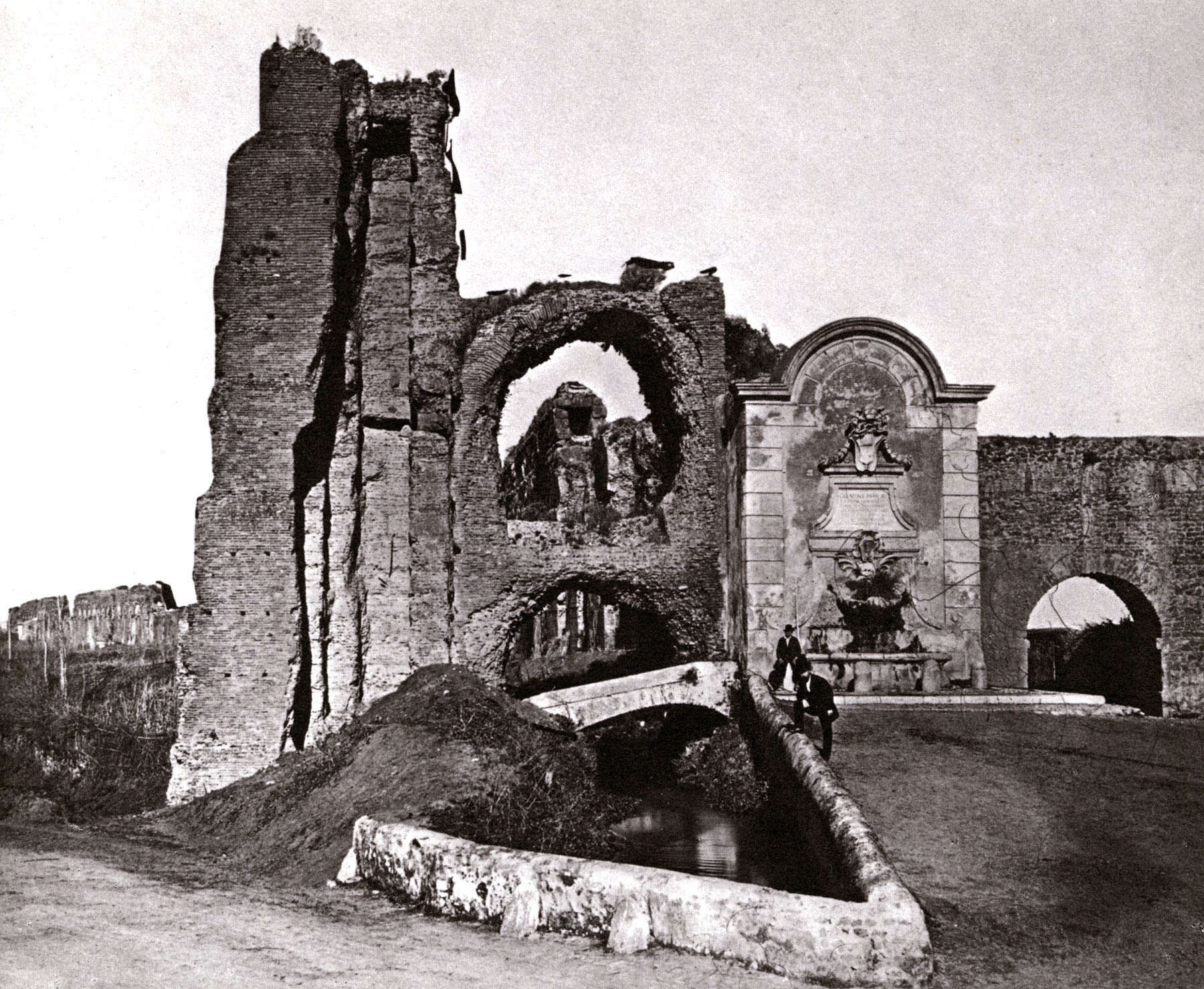
Fontana di Clemente XII in una foto del 1870

## Le sorgenti
La sorgente si trovava in località Pantano de’ Grifi, poi divenuta Pantano Borghese quando la tenuta di Pantano fu venduta al cardinale Scipione Borghese, al ventesimo chilometro della via Casilina, al confine con il comune di Monte Compatri a sud-est e Finocchio a nord-ovest.

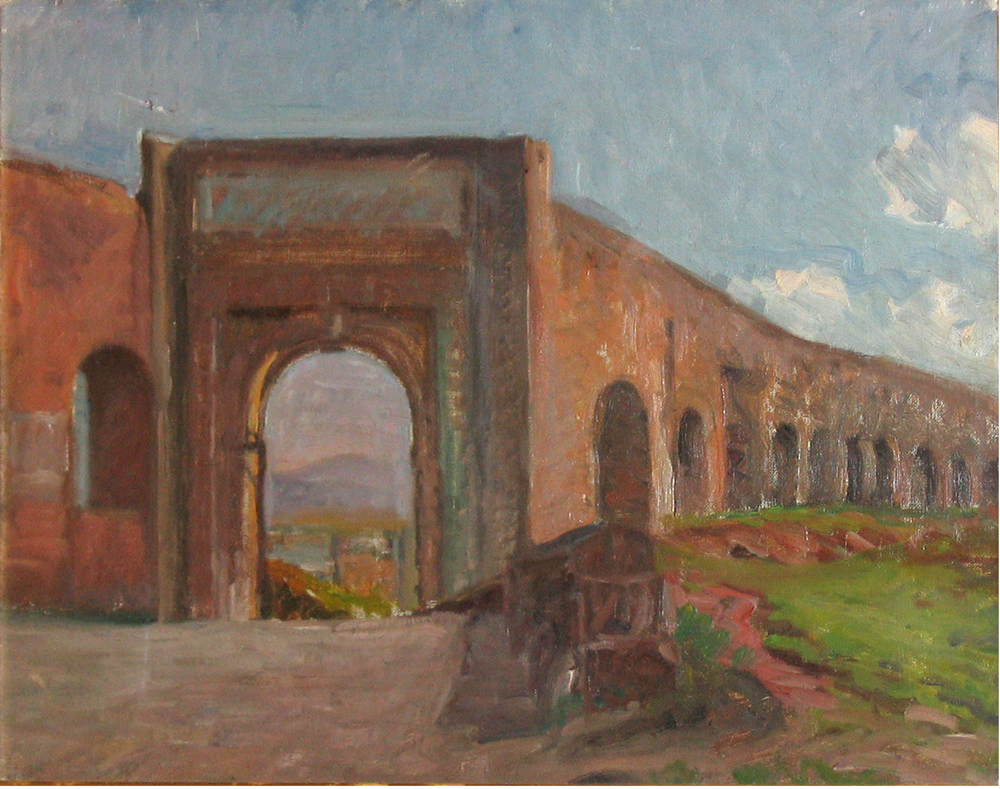
Porta Furba e l'Acquedotto Felice in un dipinto del 1902 di Albert Gottschalk

## Il percorso
L'opera, lunga 24 chilometri, consentiva di portare le acque delle campagne di Zagarolo e Palestrina nel cuore della città, sui colli del Viminale e del Quirinale, fino alla fontana del Mosè, ma anche alla sontuosa e vastissima villa Montalto di proprietà del Papa, che si estendeva su entrambi i colli.
Dove il percorso dell'acquedotto si interesecava con quello delle grandi vie consolari, secondo l'uso degli antichi architetti romani, si costruvano grandi archi monumentali, come nel caso di Porta Furba, costruita all'incrocio tra l'acquedotto e la via Tuscolana, dove fu costruita anche la fontana di Clemente XII.
Nel suo ultimo tratto, l'acquedotto Felice trova sostegno nel lato settentrionale del Circo Variano, dove si tenevano giochi gladiatorii e corse dei carri, finché non fu inglobato nella mura Aureliane.

## Descrizione
La direzione dei lavori, che cominciarono nel 1585, fu inizialmente affidata a Matteo Bartolini, ma successivamente, a causa di gravi errori di progettazione che avrebbero impedito all'acqua di scorrere verso la città, fu affidata a Giovanni Fontana, che terminò l'opera nel 1587, al costo della distruzione di parti degli antichissimi acquedotti dell'Aqua Marcia, Tepula e Iulia.
L'acquedotto fu utilizzato per alimentare numerose fontane romane, tra cui la fontana del Tritone, la fontana delle Api, la fontana di piazza Santa Maria Maggiore e la fontana della dea Roma in piazza del Campidoglio.
Nei progetti iniziali c'era anche quello di costruire un ramo dell'acquedotto che portasse l'acqua a Trastevere, utilizzando il ponte Rotto per passare il Tevere. Il progetto però non fu realizzato a causa dell'alluvione del 24 dicembre 1598, che distrusse il ponte, che non fu mai più ricostruito.
Negli anni 1960 e '70, tra le arcate dell'acquedotto nacque la baraccopoli dell'Appio Claudio, di cui rimangono sporadiche tracce nelle piastrelle attaccate alle mura dell'acquedotto.